# In the Lonely Hour
In the Lonely Hour é o álbum de estreia do cantor-compositor inglês Sam Smith. Foi lançado em 26 de maio de 2014 através da Capitol Records. "Money on My Mind" e "Stay With Me" foram lançadas como singles de avanço.

## Antecedentes
Em 2012, Sam Smith colaborou com Disclosure no single "Latch", distribuído em 8 de outubro do mesmo ano e que alcançou a posição de número onze na UK Singles Chart. Em 2013, colaborou com Naughty Boy no single "La La La". Lançado em 19 de maio de 2013, a música alcançou a primeira colocação das paradas padrões da Itália e do Reino Unido, tendo situado-se ainda entre as dez primeiras posições da Alemanha, Austrália, Áustria, Bélgica, Dinamarca, Espanha, Finlândia, França, Holanda, Irlanda, Noruega, Nova Zelândia e Suíça. Depois de sua aparição em faixas de outros artistas, Sam Smith lançou seu primeiro trabalho solo, o extended play (EP) Nirvana. Mais tarde, em entrevista à BBC Radio 1, ele disse que as canções do EP foram "experimentais" e poderiam não aparecer no In the Lonely Hour.
Em 6 de janeiro de 2014, Smith revelou a lista de faixas e a capa do disco. Em 26 de janeiro seguinte, durante sua passagem no tapete vermelho do Grammy Award, Smith disse à Billboard: "Eu nunca estive em um relacionamento antes e eu realmente queria fazer um álbum que fosse sobre o amor". Mas, em diferentes formas de amor — amor platônico e solidão. Eu fui brutalmente honesto no álbum. Som-sábio, eu estou realmente sem limites na forma como eu escrevo canções [...] Tudo o que vem de fora, vem para fora. Cada canção é completamente diferente. Espero que haja alma no álbum."

## Singlese outras canções
"Lay Me Down" foi a primeira faixa distribuída do álbum, sendo lançada como single promocional em 15 de fevereiro de 2013. Obteve um baixo desempenho, situando-se apenas na 46.ª posição da parada padrão do Reino Unido. Uma versão ao vivo de "I've Told You Now" no St Pancras Old Church foi lançada em 1 de janeiro de 2014.E em 5 de fevereiro de 2015 se tornou sétimo single oficial do álbum.
A primeira canção do In the Lonely Hour lançada como single de divulgação foi "Money on My Mind", em 16 de fevereiro de 2014. A música marcou a segunda vez que Smith atingiu o cume da UK Singles Chart — sendo a primeira sua colaboração com Naughty Boy em "La La La" — e alcançou ainda as 20 primeiras posições das tabelas da Alemanha, Áustria, Bélgica (Valônia), Dinamarca, Irlanda e Nova Zelândia. "Stay With Me" foi enviada as rádios dos Estados Unidos em 14 de abril, servindo como single de avanço no território. No Reino Unido, foi distribuída como segunda música de trabalho em 18 de maio de 2014.

## Lista de faixas
| Versão Standard |                        |                                        |                               |         |  |
| N.º             | Título                 | Compositor(es)                         | Producer(s)                   | Duração |  |
| 1.              | "Money on My Mind"     | Sam Smith Ben Ash                      | Two Inch Punch                | 3:12    |  |
| 2.              | "Good Thing"           | S. Smith Francis White                 | Eg White                      | 3:21    |  |
| 3.              | "Stay With Me"         | S. Smith James Napier William Phillips | Jimmy Napes Steve Fitzmaurice | 2:52    |  |
| 4.              | "Leave Your Lover"     | S. Smith Simon Aldred                  | Napes Fitzmaurice             | 3:08    |  |
| 5.              | "I'm Not the Only One" | S. Smith Napier                        | Napes Fitzmaurice             | 3:59    |  |
| 6.              | "I've Told You Now"    | S. Smith White                         | Napes Fitzmaurice White       | 3:30    |  |
| 7.              | "Like I Can"           | S. Smith Matt Prime                    | Napes Fitzmaurice Mojam       | 2:47    |  |
| 8.              | "Life Support"         | S. Smith Ash                           | Two Inch Punch                | 2:53    |  |
| 9.              | "Not In That Way"      | S. Smith Fraser T Smith                | Fraser T Smith                | 2:52    |  |
| 10.             | "Lay Me Down"          | S. Smith Napier Elvin Smith            | Napes Fitzmaurice             | 4:13    |  |

| Edição deluxe |                                        | |                                      |         |  |
| N.º           | Título                                 | Compositor(es)                                                                                               | Produtor(es)                         | Duração |  |
| 11.           | "Restart"                              | S. Smith Zane Lowe                                                                                           | Zane Lowe Napes                      | 3:52    |  |
| 12.           | "Latch" (Acoustic)                     | Howard Lawrence Guy Lawrence S. Smith Jimmy Napes                                                            |                                      | 3:43    |  |
| 13.           | "La La La" (Naughty Boy com Sam Smith) | Shahid Khan Al-Hakam El-Kaubaisy Frobisher Mbabazi Smith James Napier James Murray Mustafa Omer Jonny Coffer | Naughty Boy Komi Mojam (co-produtor) | 3:40    |  |
| 14.           | "Reminds Me of You"                    | | Joel Little                          | 3:14    |  |
| 15.           | "Make It To Me"                        | Smith H. Lawrence Napes                                                                                      | Napes Fitzmaurice H. Lawrence        | 2:40    |  |

## Desempenho nas tabelas musicais
| Tabela musical (2014)                 | Melhor posição |
| ------------------------------------- | -------------- |
| Alemanha (Offizielle Deutsche Charts) | 17             |
| Austrália (ARIA)                      | 2              |
| Escócia (Official Scottish Albums)    | 2              |
| Espanha (PROMUSICAE)                  | 72             |
| Irlanda (IRMA)                        | 2              |
| Nova Zelândia (RMNZ)                  | 2              |
| Países Baixos (Dutch Charts)          | 5              |
| Reino Unido (UK Albums Chart)         | 1              |
| Estados Unidos (Billboard 200)        | 2              |

## Histórico de lançamento
| País           | Data                | Formato          | Editora discográfica |
| -------------- | ------------------- | ---------------- | -------------------- |
| Austrália      | 23 de maio de 2014  | Download digital | Capitol Records      |
| Irlanda        | 23 de maio de 2014  | Download digital | Capitol Records      |
| Nova Zelândia  | 23 de maio de 2014  | Download digital | Capitol Records      |
| Suíça          | 23 de maio de 2014  | Download digital | Capitol Records      |
| Dinamarca      | 26 de maio de 2014  | Download digital | Capitol Records      |
| Itália         | 26 de maio de 2014  | Download digital | Capitol Records      |
| Reino Unido    | 26 de maio de 2014  | Download digital | Capitol Records      |
| Canadá         | 17 de junho de 2014 | Download digital | Capitol Records      |
| Estados Unidos | 17 de junho de 2014 | Download digital | Capitol Records      |